# Richland County (Ohio)
Richland County ist ein County im US-Bundesstaat Ohio der Vereinigten Staaten. Bei der Volkszählung im Jahr 2000 hatte das County 128.852 Einwohner und eine Bevölkerungsdichte von 100 Einwohnern pro Quadratkilometer. Der Verwaltungssitz (County Seat) ist Mansfield.

## Geographie
Das County liegt im mittleren Norden von Ohio und hat eine Fläche von 1296 Quadratkilometern, wovon neun Quadratkilometer Wasserfläche sind. Es grenzt im Uhrzeigersinn an folgende Countys: Huron County, Ashland County, Knox County, Morrow County und Crawford County.
Das County wird vom Office of Management and Budget zu statistischen Zwecken als Mansfield, OH Metropolitan Statistical Area geführt.

## Geschichte
Richland County wurde am 30. Januar 1808 aus Teilen des Fairfield County gebildet. Benannt wurde es nach dem guten (reichen) Erdboden in dieser Gegend.
67 Bauwerke und Stätten des Countys sind im National Register of Historic Places eingetragen (Stand 18. Mai 2018).

## Demografische Daten

Alterspyramide des Richland County

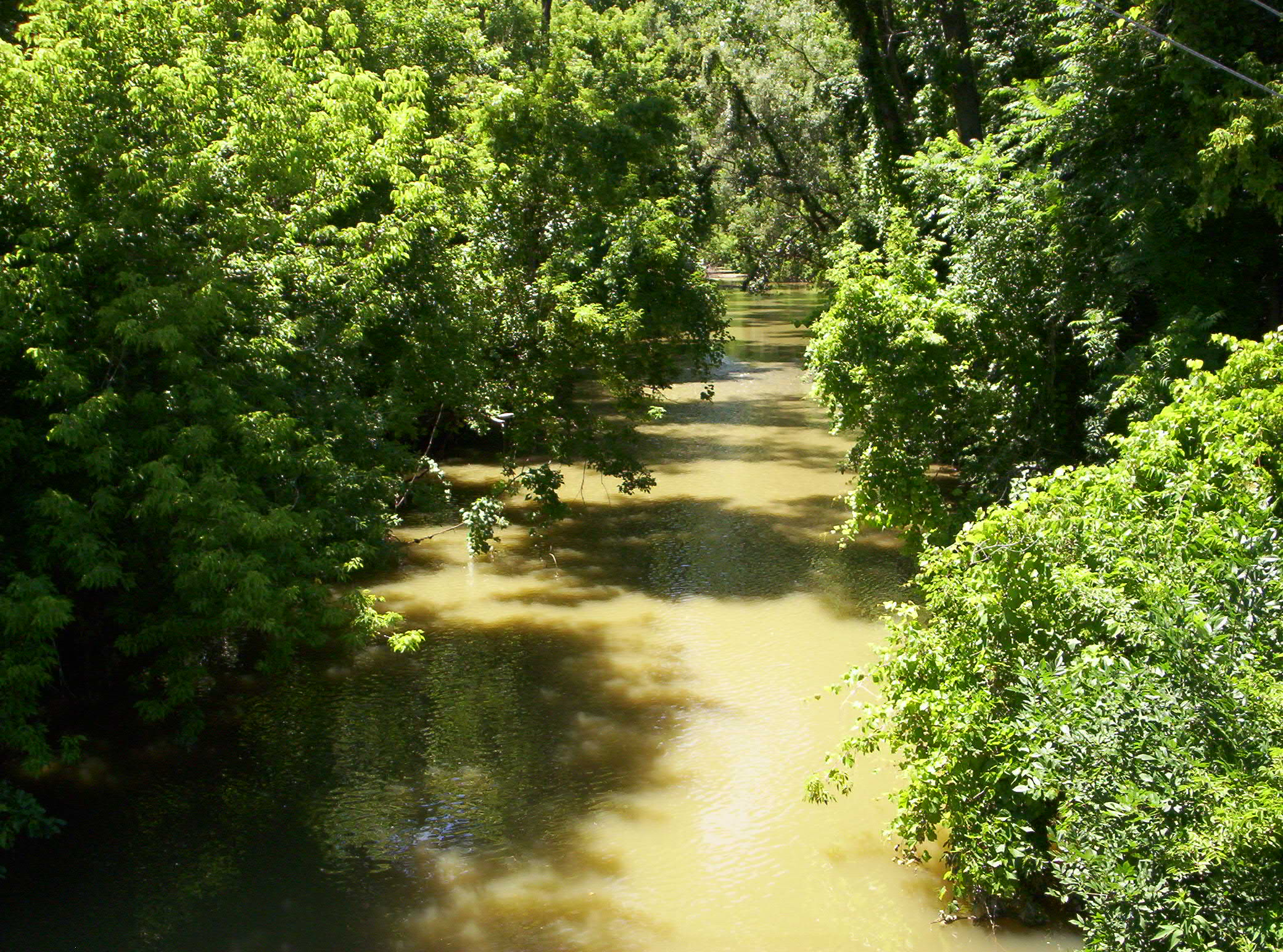
Der Rocky River

Nach der Volkszählung im Jahr 2000 lebten im Richland County 128.852 Menschen. Davon wohnten 6.460 Personen in Sammelunterkünften, die anderen Einwohner lebten in 49.534 Haushalten und 34.277 Familien. Die Bevölkerungsdichte betrug 100 Einwohner pro Quadratkilometer. Ethnisch betrachtet setzte sich die Bevölkerung zusammen aus 88,16 Prozent Weißen, 9,43 Prozent Afroamerikanern, 0,20 Prozent amerikanischen Ureinwohnern, 0,51 Prozent Asiaten, 0,03 Prozent Bewohnern aus dem pazifischen Inselraum und 0,38 Prozent aus anderen ethnischen Gruppen; 1,28 Prozent stammten von zwei oder mehr Ethnien ab. 0,93 Prozent der Bevölkerung waren spanischer oder lateinamerikanischer Abstammung.
Von den 49.534 Haushalten hatten 30,9 Prozent Kinder und Jugendliche unter 18 Jahre, die bei ihnen lebten. 54,3 Prozent waren verheiratete, zusammenlebende Paare, 11,4 Prozent waren allein erziehende Mütter, 30,8 Prozent waren keine Familien, 26,5 Prozent waren Singlehaushalte und in 10,9 Prozent lebten Menschen im Alter von 65 Jahren oder darüber. Die Durchschnittshaushaltsgröße betrug 2,47 und die durchschnittliche Familiengröße lag bei 2,98 Personen.
Auf das gesamte County bezogen setzte sich die Bevölkerung zusammen aus 24,8 Prozent Einwohnern unter 18 Jahren, 8,4 Prozent zwischen 18 und 24 Jahren, 28,6 Prozent zwischen 25 und 44 Jahren, 24,1 Prozent zwischen 45 und 64 Jahren und 14,2 Prozent waren 65 Jahre alt oder darüber. Das Durchschnittsalter betrug 38 Jahre. Auf 100 weibliche Personen kamen 101,3 männliche Personen. Auf 100 Frauen im Alter von 18 Jahren oder darüber kamen statistisch 99,3 Männer.
Das jährliche Durchschnittseinkommen eines Haushalts betrug 37.397 USD, das Durchschnittseinkommen der Familien betrug 45.036 USD. Männer hatten ein Durchschnittseinkommen von 35.425 USD, Frauen 22.859 USD. Das Prokopfeinkommen betrug 18.582 USD. 8,2 Prozent der Familien und 10,6 Prozent der Bevölkerung lebten unterhalb der Armutsgrenze. Darunter waren 15,3 Prozent der Kinder und Jugendlichen unter 18 Jahren und 7,7 Prozent der Menschen ab 65 Jahren.